# Pleurocrypta longicornis
Pleurocrypta longicornis är en kräftdjursart som beskrevs av Hesse 1876. Pleurocrypta longicornis ingår i släktet Pleurocrypta och familjen Bopyridae. Inga underarter finns listade i Catalogue of Life.